# Gyaru-moji
Le gyaru-moji (ギャル文字, « alphabet des kogal ») est une méthode d'écriture du japonais populaire chez les jeunes Japonaises. Comme le langage SMS, le gyaru-moji est utilisé pour envoyer des messages via les téléphones portables. Mais contrairement au langage SMS qui raccourcit les messages, le gyaru-moji nécessite un effort de lecture et d'écriture supplémentaire. Il a été inventé par des jeunes filles qui, lorsqu'elles prennent les trains bondés de grandes villes, ne veulent pas que les gens puissent lire leurs messages facilement. Écrire en gyaru-moji, du fait de l'effort nécessaire pour le faire, est considéré comme une marque d'amitié.
Comme le leet speak, le gyaru-moji consiste à remplacer des caractères par d'autres qui sont proches visuellement. Le hiragana peut donc être remplacé par des lettres grecques ou latines. La more hiragana す (su) peut devenir ainsi §. Un caractère peut aussi être comme dans le leet remplacé par une série d'autres : ほ (ho) devient |ま (combinaison de la barre verticale et de la more hiragana ま (ma).
Les kanjis subissent parfois la décomposition des éléments qui les composent. 好 dans 好き (aimé) devient 女子 (qui sont les kanjis respectifs de femme et enfant).

## Conversion possible des mores hiragana/katakana engyaru-moji
Chaque hiragana est suivi de sa prononciation en romaji et des différentes traductions qu'il peut avoir en gyaru-moji.
- あ a : ぁ・ァ・了
- い i : ぃ・ィ・ﾚヽ・ﾚ丶・レ）・ﾚ`・L丶・Lヽ
- う u : ぅ・ゥ・宀・ヴ
- え e : ぇ・ェ・之・工・ヱ
- お o : ぉ・ォ・才・汚

- か ka : ｶゝ・ｶ丶・ｶヽ・ｶ`・ｶゞ【が】
- き ki : (ｷ・(≠・L≠・‡
- く ku : ＜・〈・勹
- け ke : ヶ・(ﾅ・ﾚ†・ﾚﾅ・|ナ・l+・Iﾅ
- こ ko : 〓・=・]・⊃

- さ sa : 廾・±・(十・L+
- し shi : ι・∪
- す su : ￡
- せ se : 世・Ш
- そ so : ξ・ζ・`ﾉ・丶/・ヽ丿

- た ta : ﾅ=・+=・†ﾆ・ﾅﾆ
- ち chi : 干・千・于・5
- つ tsu : っ・ッ・⊃
- て te : τ・〒
- と to : ┠・┝・┣・├

- な na : ﾅょ・十ょ・†ょ・ﾅg
- に ni : (ﾆ・|=・丨ﾆ・L=・I=・
- ぬ nu : йu
- ね ne : йё
- の no : /・丿・σ

- は ha : ﾊ〃【バ】・ﾊo【パ】・'`・八・l￡・(￡・ﾉ|・ﾉl・ﾚ￡
- ひ hi : ﾋ〃【ビ】・ﾋo【ピ】・匕
- ふ fu : ﾌ〃【ブ】・ﾌo【プ】・ヴ
- へ he : ﾍ〃【べ】・ﾍo【ペ】・～
- ほ ho : ﾎ〃【ボ】・ﾎo【ポ】・朮

- ま ma : ма・мα
- み mi : 彡
- む mu : ￡′・厶
- め me : ×・x・χ・乂
- も mo : м○・мσ

- や ya : ゃ・ャ
- ゆ yu : ゅ・ュ・ф
- よ yo : ょ・ョ・∋・чｏ

- ら ra : яа
- り ri : L|・l)・ﾚ｣・ﾚ)・┗』・└丿
- る ru : ゐ・ゑ・儿・lﾚ・｣レ
- れ re : яё
- ろ ro : з・З・□・回

- わ wa : ゎ・ヮ・wα
- を wo : щo
- ん n : ω・冫・ｗ・h

- ー (marque d'une longue voyelle) : →・⇒

## Exemples
| Japonais | Gyaru moji  | Signification |
| -------- | ----------- | ------------- |
| おはよう | 才（よчｏぅ | Bonjour       |